# Diclasiopa nigricornis
Diclasiopa nigricornis är en tvåvingeart som beskrevs av Wirth 1956. Diclasiopa nigricornis ingår i släktet Diclasiopa och familjen vattenflugor. Inga underarter finns listade i Catalogue of Life.